# Alaje
Alaje (llamada oficialmente San Xoán da Laxe) es una parroquia española del municipio de Valle de Oro, en la provincia de Lugo, Galicia.

## Historia
La villa de Ferreira, capital del ayuntamiento, perteneció a esta parroquia hasta que se constituyó la parroquia que lleva su nombre.
En esta parroquia nació el sacerdote y poeta Celestino Cabarcos Suárez.

## Organización territorial
La parroquia está formada por catorce entidades de población:

### Entidades de población
Entidades de población que forman parte de la parroquia:
- A Granda
- A Pedreira
- A Portela
- A Rexedoira
- A Ribadela
- As Cabrasfigas (As Cabras Figas)
- As Penas da Laxe
- Augarrío
- Mansián
- O Pazo
- Tanín
- Tras do Río
- Zaragoza

### Despoblado
Despoblado que forma parte de la parroquia:
- A Casela

## Demografía
| Gráfica de evolución demográfica de Alaje entre 2000 y 2021 |
|                                                             |
| Datos según el nomenclátor publicado por el INE.            |